# Шлирен
Шлирен је град у Швајцарској, који се налази западно од града Цириха у долини Лимата. Град припада циришкој агломерацији и граничи се са Цирихом, тачније са Цирих-алтштетеном. Град Шлирен припада бецирку Дитикон.

## Историја
До 1415. године је Шлирен припадао Хабзбурговцима. Послије швајцарског освајања кантона Аргау, Шлирен је припао Грофу Бадена. 1803 је припао град кантону Цириху. Прва школа за глухонеме у Швајцарској основана је 1977. године у Шлирену. 
Због близине града Цириха у Шлирену се у 19. и 20. вјеку индустрија много развијала па је са тим растао и број становника, који је 1988. године премашио 10.000. 

## Становништво
У Шлирену данас живи 13.128 становника. Од тога су:
| Година | Швајцарци | Странци |
| ------ | --------- | ------- |
| 2005.  | 7.602     | 5.527   |
| 2005   | 58%       | 49%     |